# جمناي 6 إيه

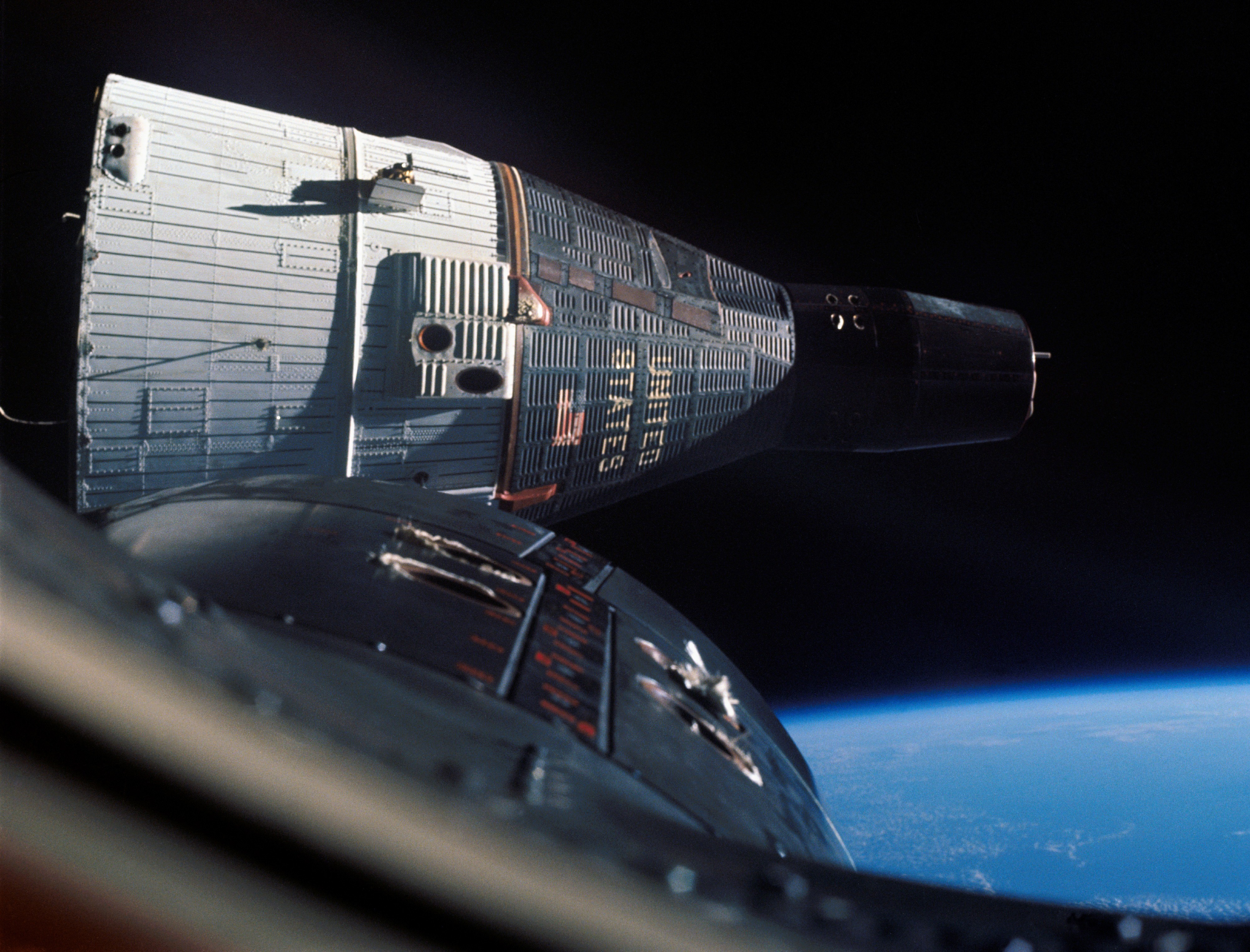
أول التقاء مداري بين مركبتين فضائيتين مأهولتين؛ جمناي 6 إيه (بالمقدمة)، وجمناي 7.

جمناي 6 إيه (بالإنجليزية: Gemini 6A)‏، رسميًا Gemini VI-A، وهي بعثة فضائية أمريكية مأهولة أُطلقت عام 1965 ضمن برنامج جمناي الخاص بوكالة ناسا. حققت هذه البعثة أول التقاء فضائي مع مركبة فضائية أخرى، وهي مركبتها الشقيقة جمناي 7. وبالرغم من نجاح الاتحاد السوفيتي في إطلاق أزواج متزامنة من مركبات فوستوك الفضائية قبل ذلك، تمكنت هذه المركبات فقط من تحقيق الاتصال الراديوي بين بعضها البعض، ولكنها لم تتمكن من تعديل مدارها حتى تلتقي في الفضاء؛ إذ كانت تقترب كل مركبة من الأخرى على مسافة عدة كيلومترات على الأقل، بينما التقت مركبة جمناي 6 بمركبة جمناي 7 على مسافة قدم واحد (30 سنتيمترًا) وكان من الممكن أن تلتحما معًا إذا كانت كل مركبة مجهزةً لهذه العملية.
كانت جمناي 6 إيه البعثة الخامسة المأهولة ضمن برنامج جمناي، والبعثة المأهولة الأمريكية رقم 13، كما كانت البعثة الفضائية المأهولة رقم 21 بشكل عام، بما يشمل رحلات الطائرة الصاروخية إكس 15، التي تخطت ارتفاع مئة كيلومتر.

## الأهداف

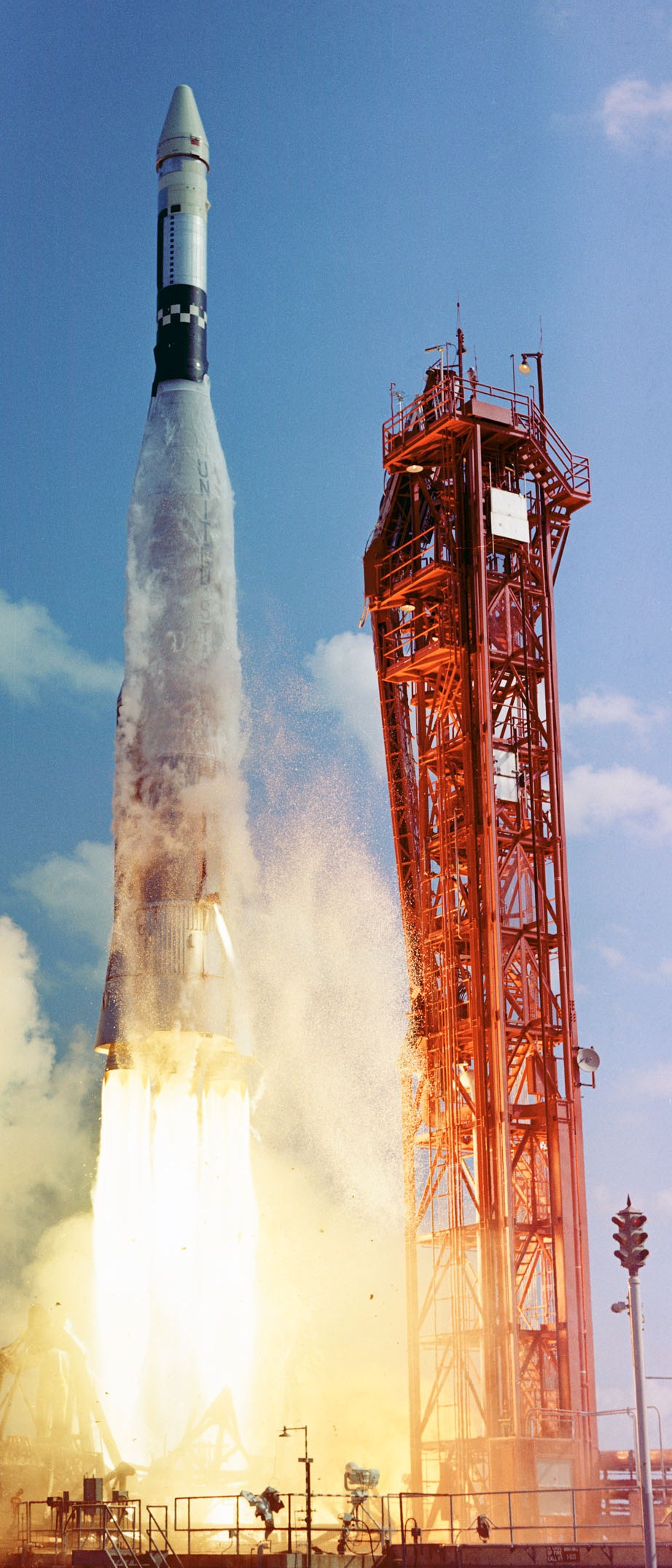
الصاروخ أطلس-أجينا في أثناء إطلاق مركبة أجينا المستهدفة لمهمة الالتقاء بمركبة جمناي 6، كانت محاولة الإطلاق في يوم 25 أكتوبر 1965 ولكنها كانت محاولةً فاشلةً.

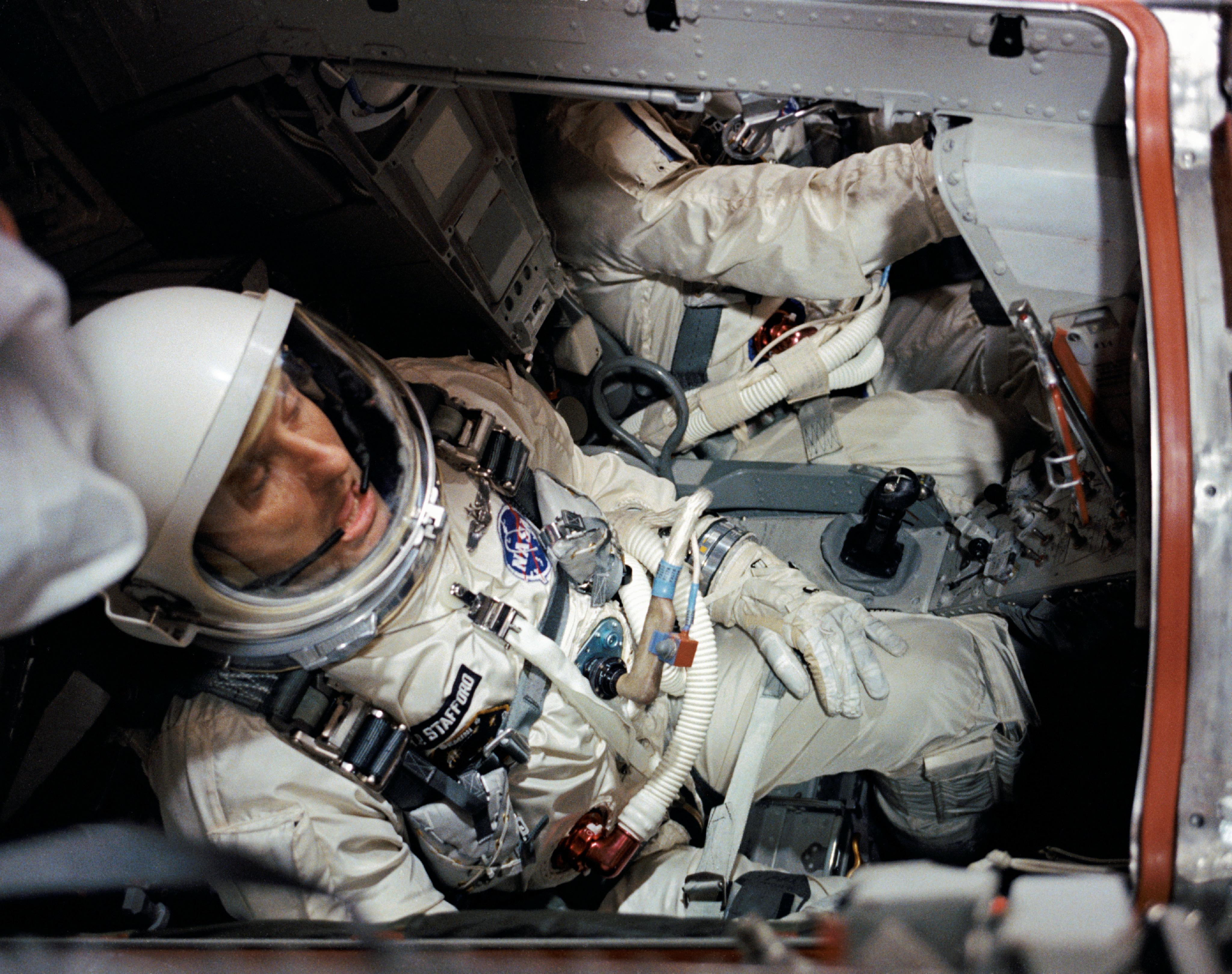
طاقم المهمة والتر إم. شيرا وتوماس بي. ستافورد، قبل العد التنازلي للإطلاق.

خُطط إطلاق المهمة الأصلية، جمناي 6، في يوم 25 أكتوبر 1965، في الساعة 12:41 مساءً حسب توقيت المنطقة الزمنية الشرقية EDT، وخُطط أن تستغرق المهمة 46 ساعةً و47 دقيقةً بإجمالي 29 دورةً حول الأرض. وكان من المخطط أن تهبط المركبة غرب المحيط الأطلسي جنوب برمودا.
خُطط أن تتضمن المهمة أربع عمليات التحام مع مركبة أجينا المستهدفة. خُطط أن يكون أول التحام بعد 5 ساعات و40 دقيقةً من المهمة، وأن يكون ثاني التحام بعد 7 ساعات و45 دقيقةً، وبعد 9 ساعات و40 دقيقةً لثالث التحام، وعشر ساعات و5 دقائق من المهمة للالتحام الرابع والأخير. خُطط أن يكون الانفصال الأخير بعد 18 ساعةً و20 دقيقةً من المهمة. وبينما تمر المركبة الفضائية أعلى وايت ساندس (نيومكسيكو)، في الساعة الثالثة والعشرين و55 دقيقةً من المهمة، خُطط أن يحاول الطاقم مراقبة شعاع ليزر يُطلق من الأرض. خُطط تشغيل المحركات الصاروخية الكابحة بعد 46 ساعةً وعشر دقائق من المهمة أعلى المحيط الهادي في الدورة التاسعة والعشرين للمركبة الفضائية حول الأرض.
تضمنت الخطط الأصلية للرحلة أيضًا أول بث تلفزيوني مباشر لاسترداد مركبة فضائية أمريكية في المحيط بواسطة سنفينة الاسترداد؛ حاملة الطائرات الأمريكية واسب. جُهزت واسب بمحطة أرضية بواسطة شركة أي تي تي لترحيل إشارات البث التلفزيوني المباشر عبر قمر انتلسات 1 الاصطناعي، المعروف باسم «إيرلي بيرد». 

### إلغاء المهمة الأصلية
في يوم 25 أكتوبر 1965، صعد شيرا وستافورد على متن مركبة جمناي 6 استعدادًا للإطلاق. وبعد 15 دقيقة، أُطلقت مركبة أجينا المستهدفة غير المأهولة. وبعد إطلاق ناجح من معزز أطلس الصاروخي، شُغلت محركات أجينا الثانوية حتى تنفصل عن الصاروخ أطلس. ولكن قُطع الاتصال عن المركبة عقب تشغيل محركاتها الرئيسية مباشرةً عند الدقيقة السادسة عشر من إطلاقها. تبين وقوع خلل كارثي أدى إلى انفجار المركبة؛ إذ رصد مسؤولو السلامة في الموقع سقوط البقايا الحطامية على المحيط الأطلسي. وبعد 50 دقيقةً، أُلغي إطلاق بعثة جمناي.
| أجينا         | GTAV-5002                                 |
| الكتلة        | 3261 كيلوغرامًا                            |
| موقع الإطلاق  | مجمع الإطلاق رقم 14                       |
| تاريخ الإطلاق | 25 أكتوبر 1965                            |
| وقت الإطلاق   | 15:00:04 حسب التوقيت العالمي المنسق (UTC) |
| الانفجار      | 15:06:20 حسب التوقيت العالمي المنسق       |

### المهمة المعدلة
بعد مراجعة الوضع، قررت ناسا إطلاق مهمة بديلة باسم جمناي 6 إيه، بعد ثمانية أيام من إطلاق جمناي 7 التي خُطط لها أن تكون مهمةً طويلة المدة على مدار 14 يومًا في شهر ديسمبر. ستحقق جمناي 6 إيه أول التقاء فضائي بين مركبتين فضائيتين في المدار، مستخدمةً المركبة جمناي 7 باعتبارها مركبةً مستهدفةً، ولكن لن تلتحم المركبتان معًا. ناقش طاقما البعثتين أيضًا إمكانية تنفيذ نشاط خارج المركبة (EVA) بواسطة ستافورد من مركبة جمناي 6 إيه إلى مركبة جمناي 7، ليتبادل الأماكن مع طيار جمناي 7، جيم لوفل، ولكن عارض قائد جمناي 7، فرانك بورمان، هذا الاقتراح مشيرًا إلى أنه سيتطلب ارتداء بذلة غير مريحة للنشاط خارج المركبة بواسطة لوفل خلال المدة الطويلة التي ستستغرقها بعثتهما.